# George McFarland
George «Spanky» McFarland (Dallas, 2 de octubre de 1928-Grapevine, Texas, 30 de junio de 1993) fue un actor estadounidense conocido por sus interpretaciones en la serie de cortos cómicos de La Pandilla en las décadas de 1930 y 1940. Los cortos de La Pandilla se hicieron populares posteriormente tras ser emitidos por la televisión bajo el nombre de "The Little Rascals".    

## Inicios
Su nombre completo era George Robert Phillips McFarland, y nació en Colorado, Texas. Sus padres eran Robert Emmett y Virginia McFarland, y tuvo tres hermanos, Thomas ("Tommy," que intervino en algunos capítulos de La Pandilla como "Dynamite"), Amanda y Roderick ("Rod").
Antes de formar parte de La Pandilla, Buddy, como era llamado por su familia, era modelo de ropa infantil en unos grandes almacenes de Dallas, además de aparecer en vallas publicitarias y en anuncios impresos haciendo publicidad para Wonder Bread. Estas actividades dieron a "Buddy" experiencia antes de trabajar frente a la cámara, y le valieron una imagen pública de niño adorable.

## La Pandilla
En enero de 1931, en respuesta a un anuncio de los Estudios Hal Roach de Culver City (California) en el que se buscaban fotografías de "niños guapos", la tía de Spanky, Dottie, mandó varias instantáneas del niño. Pronto recibieron una invitación para hacer una prueba, iniciándose así la carrera de McFarland. Partes de la prueba pueden verse en el episodio de La Pandilla rodado en 1932 y titulado Spanky.
Según el mismo actor, su apodo, "Spanky", le fue puesto por un periodista de Los Ángeles. El uso del apodo en posteriores actividades o negocios fue garantizado en uno de los contratos firmados con su estudio.
Tras su descubrimiento a los tres años de edad, se convirtió instantáneamente en un miembro clave de la serie La Pandilla, así como en una estrella de Hollywood. En sus primeros filmes se le ve como un niño pequeño sin pelos en la lengua y que sigue al resto del grupo a regañadientes. Su habilidad robando escenas llamó la atención, y en 1935 era el líder de facto del grupo, a menudo emparejado con Carl "Alfalfa" Switzer, y siendo siempre su personaje el más creativo. El personaje de Switzer llegó a robar tantas escenas como hacía el del joven McFarland, y los padres de ambos chicos discutían constantemente sobre su tiempo en pantalla y sus salarios.
La única película de larga duración protagonizada por Spanky McFarland fue el título de 1936 producido por Hal Roach General Spanky, un intento sin éxito de adaptar la serie de La Pandilla a los largometrajes. También trabajó como actor juvenil en muchas producciones ajenas a Roach, entre ellas la comedia de Bert Wheeler y Robert Woolsey Kentucky Kernels y dos títulos de Fritz Lang rodados en la década de 1940. 
Tras el corto de 1938 de La Pandilla titulado Came the Brawn, McFarland se "retiró" del grupo, iniciando una gira de actuaciones. A mediados de 1938 Hal Roach vendió la unidad de La Pandilla a Metro-Goldwyn-Mayer, que empezó a buscar un nuevo "líder del equipo" al estilo de Spanky, y que finalizó recontratando a McFarland. El actor continuó en las producciones de La Pandilla hasta su última actuación en la serie, en el episodio Unexpected Riches, en 1942 y con trece años de edad.

## Últimos años
En 1952, a los 24 años de edad, McFarland entró en la Fuerza Aérea de los Estados Unidos. Tras su vuelta a la vida civil, su indeleble encasillamiento como "Spanky" le impidió encontrar trabajo en el mundo del espectáculo. Por ello hubo de aceptar otro tipo de trabajos, ganándose la vida en una planta de bebidas, en un puesto de hamburguesas y en una fábrica de helados.
A finales de la década de 1950, cuando las comedias de La Pandilla arrasaban al ser emitidas por televisión, McFarland presentó un show infantil, "Spanky's Clubhouse," en la cadena televisiva KOTV de Tulsa, Oklahoma. En el programa actuaron celebridades como James Arness, y emitió cortos de los Little Rascals.
Tras ese período, siguió con ocupaciones de diversa índole, como vender vino, trabajar en un restaurante y en un night club, y vender electrodomésticos y muebles. También fue vendedor de la empresa Philco Corporation, en la cual llegó al puesto de director nacional de ventas. Tras lo que él describía como su "semi-retiro," Spanky prestó su nombre y su fama para colaborar en tareas benéficas, principalmente participando en torneos de golf, celebrándose un torneo benéfico con su nombre a lo largo de 16 años en Marion, Indiana.
McFarland siguió con actuaciones personales y cameos en el cine y en la televisión, incluyendo una actuación en el programa The Tonight Show starring Johnny Carson. Su última actuación televisiva tuvo lugar en 1993 en el episodio de la serie Cheers titulado "Woody Gets An Election".

## Fallecimiento
McFarland falleció en Grapevine, Texas, a causa de un paro cardiaco, el 30 de junio de 1993. Tenía 64 años de edad. Sus restos fueron incinerados.
En enero de 1994, y a título póstumo, McFarland se convirtió, junto a Jackie Cooper, en uno de los dos únicos miembros de La Pandilla recompensados con una estrella en el Paseo de la Fama de Hollywood, en su caso en el 7095 de Hollywood Boulevard.

## Filmografía
McFarland actuó como “Spanky” en 95 títulos de La Pandilla entre 1932 y 1942. Además participó en:
- One Track Minds (1933), como un pasajero de tren.
- Day of Reckoning (1933), como Johnny Day.
- The Cracked Iceman (1934), como un estudiante.
- Miss Fane's Baby Is Stolen (1934), como Johnny Prentiss.
- Kentucky Kernels (1934), como Spanky.
- Here Comes the Band (1935), como Billy Lowry.
- O'Shaughnessy's Boy (1935), como Joseph "Stubby" O’Shaughnessy (de niño).
- The Trail of the Lonesome Pine (1936), como Buddie Tolliver.
- Peck's Bad Boy with the Circus (1938), como Pee Wee.
- Katnip Kollege (1938) (voz, sin créditos).
- I Escaped from the Gestapo (1943), como Billy.
- Seeing Hands (1943) (sin créditos).
- Cowboy and the Senorita (1944) (sin créditos).
- La mujer del cuadro (1945) (sin créditos).
- Spanky's Clubhouse (década de 1950), presentador.
- The Aurora Encounter (1986), como el gobernador.
- Cheers, como él mismo, en el episodio de 1993 “Woody and the Election”.